# Технический директор

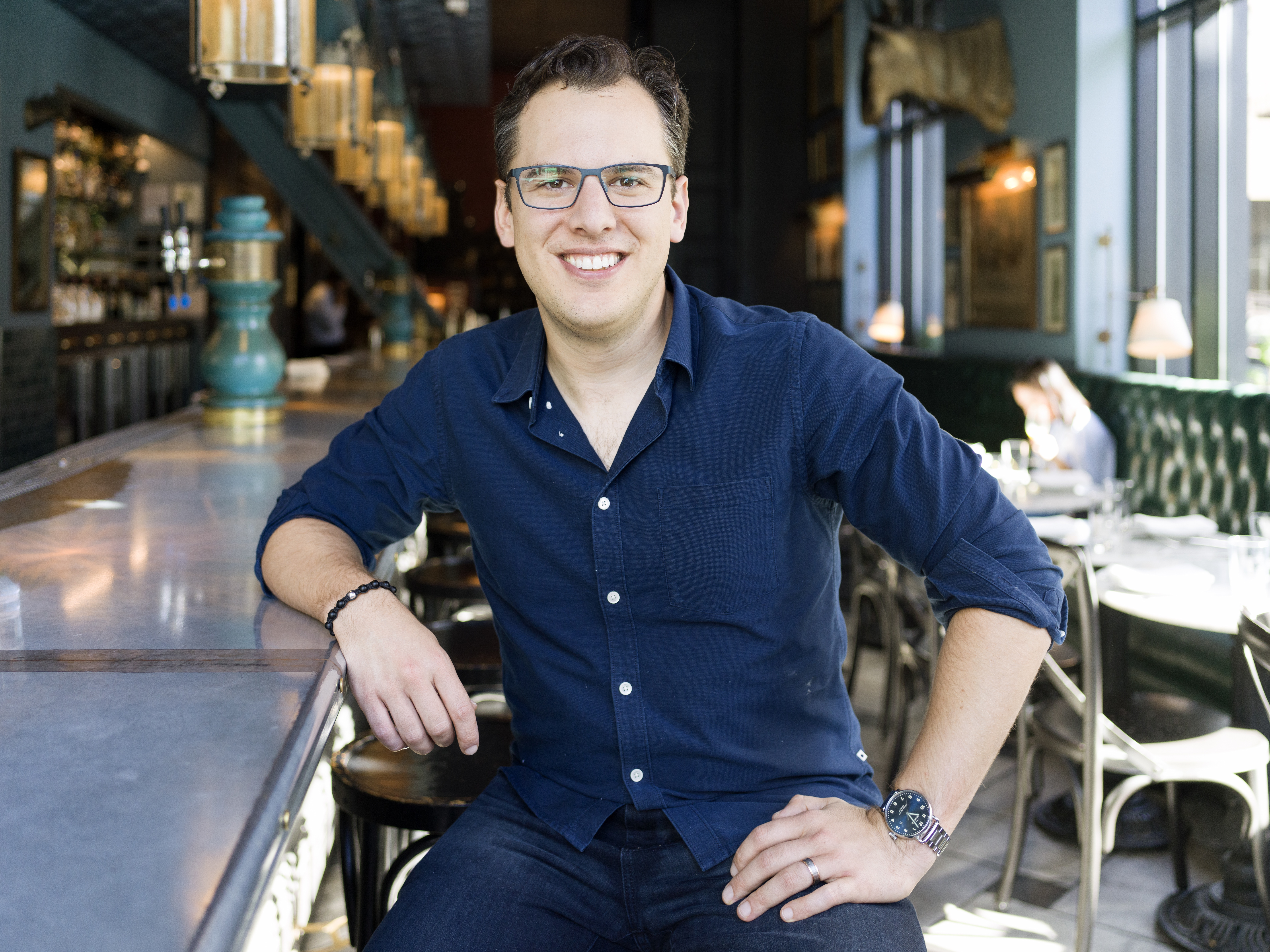
Майк Кригер, соучредитель и известный технический директор в Instagram

Технический директор или технологический директор (CTO, англ. chief technical officer или англ. chief technology officer) — должность, относящаяся к топ-менеджменту, чья профессиональная ориентация направлена на научно-технические вопросы в рамках организации. Один из руководителей корпорации, который отвечает за разработку новых продуктов, и обычно руководит всей технологической частью производства. При этом данная должность всё-таки ближе к бизнесу, нежели должности обычных инженеров, человек на этой должности находится на стыке интересов бизнеса и интересов команды инженеров.
В IT-компаниях должность технического директора схожа с должностью директора по информационным технологиям.
Должность технического директора иногда обозначается в англоязычных компаниях словосочетанием chief engineer (т.е. главный инженер), под которым подразумевается обычно старший механик на корабле.